# Escadron de chasse 3/7 Languedoc
L'escadron de chasse 3/7 Languedoc est une ancienne unité de combat de l'armée de l'air française. Ses avions portaient des codes entre 7-IA et 7-IZ.

## Historique

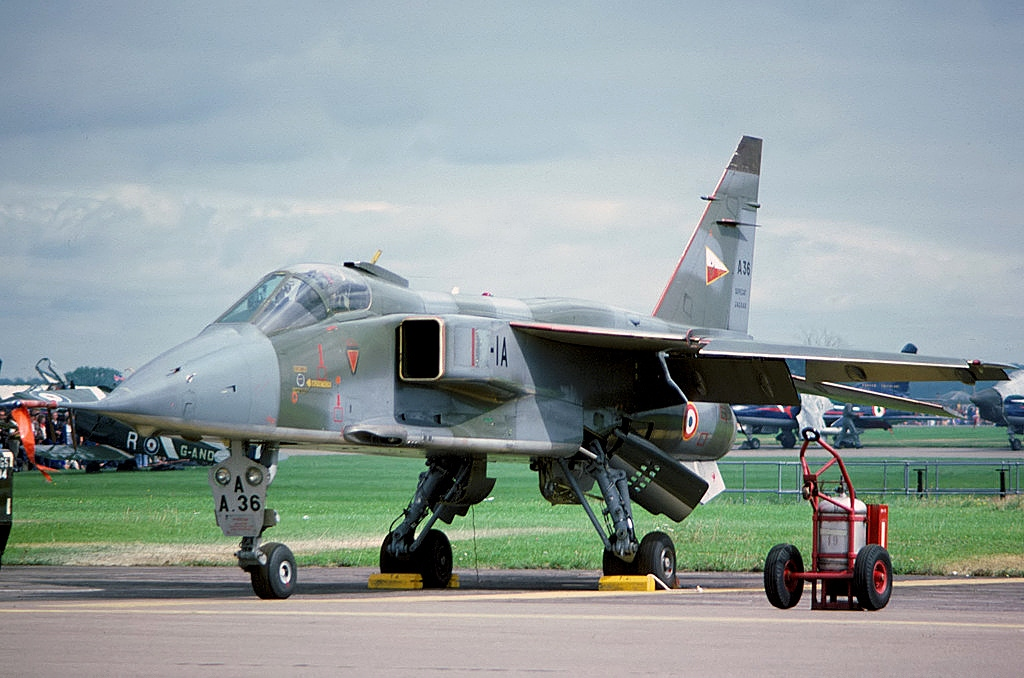
Un Jaguar du 3/7 Languedoc sur la base aérienne RAF Mildenhall en 1978.

Le Groupe de Chasse II/8, composé de l'escadrille 3C1, est créé le 1er juillet 1936 à Marignane. En 1939, elle est dotée d'une seconde escadrille, la SPA 38 Le Chardon de Lorraine. En août 1939, sur Potez 631, le GC II/8 exécute des missions de surveillance côtière sur la Méditerranée, puis la couverture de Dunkerque. Il est dissous en novembre 1942.
Le Groupe de Chasse II/8 renaît sur P-47 à Oran en 1951 et prend l'appellation de Languedoc. L'unité est engagé en Indochine sur F8F Bearcat à partir de 1952. En 1953, elle fait partie de la 22e escadre de chasse et prend l'appellation de Groupe de Chasse II/22 Languedoc. Elle participe aux missions d'appui lors de la bataille de Dien Bien Phu, en 1954. Le groupe est rapatrié en 1955 à Rabat Salé au sein de la 8e escadre de chasse et devient l'escadron de chasse 2/8.
En 1961, l'unité devient l'EC 3/7 Languedoc de la 7e escadre de chasse et s'installe  sur la base aérienne 133 Nancy-Ochey.
Comme l'EC 1/7 Provence, l'EC 3/7 Languedoc était équipé de Dassault Mystère IV jusqu'au début des années 1970. Après avoir déménagé pour la base aérienne 113 Saint-Dizier-Robinson en 1973, il est déclaré opérationnel sur SEPECAT Jaguar l'année suivante. 
Sa mission principale devient alors la frappe nucléaire pré-stratégique, avec en mission secondaire l'attaque au sol classique. Dans la seconde moitié des années 1990, il perd la mission nucléaire mais reprend celles de bombardement de précision (à l'aide de bombes guidées laser) et de reconnaissance (avec un conteneur spécial RP36P). L'escadron est déployé dans le cadre des opérations en Irak et en Bosnie.
Le 22 juin 1995, à la suite de la dissolution de la 7e escadre, l'escadron Languedoc devient autonome.
L'EC 3/7 Languedoc sera finalement dissous durant l'été 2001.

## Escadrilles
- 3C1 Requin
- SPA 38 Chardon de Lorraine
- Furie

## Appellations successives
- Groupe de Chasse II/8 (1er juillet 1936 à novembre 1942)
- Groupe de Chasse II/8 Languedoc (1951 à 1953)
- Groupe de Chasse II/22 Languedoc (1953 à 1955)
- Escadron de Chasse 2/8 Languedoc (1955 à 1961)
- Escadron de Chasse 3/7 Languedoc (depuis 1961)

## Bases
- Base aérienne 133 Nancy-Ochey (1961-1973)
- Base aérienne 113 Saint-Dizier-Robinson (1974-2001)

## Appareils
- Dassault Mystère IV (1959-1973)
- SEPECAT Jaguar (1974-2001)